# Copelatus neelumae
Copelatus neelumae is een keversoort uit de familie waterroofkevers (Dytiscidae). De wetenschappelijke naam van de soort is voor het eerst geldig gepubliceerd in 1973 door Vazirani.